# Corte Distrital de Gothenburg
Predefinição:Infobox high court
```
Tribunal Distrital de Gotemburgo
 (
em 
sueco
: 
 Göteborgs 
tingsrätt
) é um tribunal em 
Gotemburgo
 e em cidades e 
municípios
 vizinhos na 
Suécia
.
```